# Bešeňová
Bešeňová é um município da Eslováquia, situado no distrito de Ružomberok, na região de Žilina. Tem 4,3 km² de área e sua população em 2018 foi estimada em 773 habitantes.

## Demografia
| Ano:        | 1994 | 2004   | 2014    | 2024    |
| ----------- | ---- | ------ | ------- | ------- |
| Broj ljudi: | 402  | 388    | 635     | 772     |
| Razlika:    |      | -3,48% | +63,65% | +21,57% |

| Ano:               | 2023 | 2024   |
| ------------------ | ---- | ------ |
| Número de pessoas: | 754  | 772    |
| Diferença:         |      | +2,38% |